# Zaporogkosakker
Zaporogkosakkerne (også Zaporizjakosakkerne, eller blot zaporozjaer; ukrainsk: Запорожці, tr. Zaporozjtsi, polsk: Kozacy zaporoscy) var ukrainske kosakker, der boede "på anden side" af Dnepr i området, som blev kaldt de store enge i det centrale Ukraine. I dag er det meste af dette område under vand i Kakhovskereservoiret.
Zaporizja Sitsj voksede hurtigt i 1400-tallet, da livegne bønder flygtede fra mere kontrollerede dele af Den polsk-litauiske realunion og oprettede en politisk enhed med et parlamentarisk system som styre. Fra 1500- til 1700-tallet var zaporogkosakkerne en stærk politisk og militær styrke, som udfordrede regeringsmyndighederne i Polen-Litauen, Zar-Rusland, Det osmanniske rige og den osmanniske vasalstat Krim-khanatet. Hæren gennemgik en række konflikter og alliancer med de tre magter før de kom under Det Russiske Kejserrige og til sidst blev opløst med tvang i slutningen af 1700-tallet af kejserriget. Det meste af befolkningen blev flyttet til Kuban-området i den sydlige del af Det Russiske Kejserrige. Kosakkerne spillede der en vigtig rolle i at forsvare kejserriget mod aggressive kaukasiske folkeslag og til gengæld fik de forholdsvis stor frihed af zarerne.
Navnet Zaporozje kommer af beliggenheden af deres fæstning i Zaporizjzja, der betyder "landet hinsides strygene".